# Шанко, Ролан
Ролан Шанко ((фр. Roland Chanco), настоящее имя — Ролан Шанконье (фр. Roland Chanconnier); 5 февраля 1914, Реньяк-сюр-Эндр, Эндр и Луара, Франция — 11 июля 2017, Рокфор-ле-Пен, Приморские Альпы, Франция) — французский художник.

## Биография
В 1930 году Роланд Шанко поселился в Париже, где он знакомиться с художниками: Утрилло, Ген Жан Поль Gen Paul, Пикассо. В 1947 году Шанко покидает Париж и отправляется на юг Франции. В Антибе Роланд Шанко встречается с Пикассо, Кокто, и Миро. Живописные исследования Шанко, периода 50х годов привели к новому стилю, его «черному периоду», где он использует темный фон. 
В 50-е годы художник интересуется абстрактным искусством и его картинами с коллажами и другими материалами. В 1960 году он разрушает часть своих произведений, чтобы начать свое творчество с чистого листа. 
С 1961 по 1975 год он развивается в своем «калейдоскопическом» периоде, где геометрические фигуры и экспрессионистские композиции доминируют в его полотнах. Этот столь необычный стиль, который характеризует его и его колористический талант, делает его художником узнаваемым из всех остальных.

## Персональные выставки
Аукцион мастерской Роланд Шанко, Клод Роберт- аукционист, Hôtel Drouot, 14 апреля 1986 года, 9 марта 1987 года, 14 декабря 1987 года, 12 марта 1990 года, 10 февраля 1992 года, 15 апреля 1996 года, 17 ноября 1997 года, 7 декабря 1998 года.
Галерея Пьера Ауде, Кольмар, 2006.
Suites Beranger, Tours, 2014.
Norman Finearts, Tallinn, 2017